# Dorfkirche Hennickendorf (Rüdersdorf)

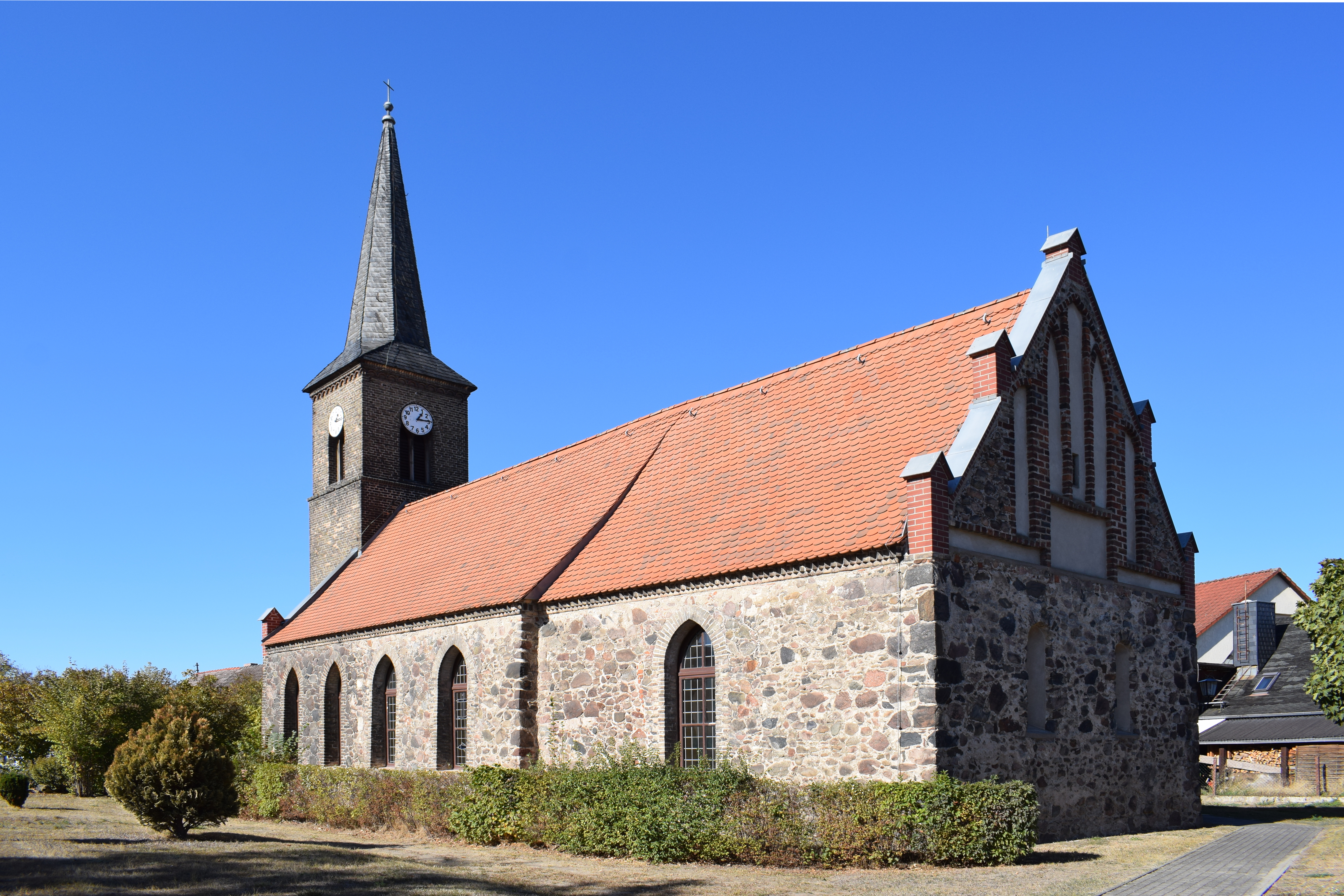
Dorfkirche in Hennickendorf

Die Dorfkirche Hennickendorf ist die evangelische Kirche im gleichnamigen Ortsteil Hennickendorf, der zur Gemeinde Rüdersdorf bei Berlin im Landkreis Märkisch-Oderland (Brandenburg) gehört.

## Zugehörigkeit, Gemeinde und heutige Nutzung
Die erste Überlieferung von Hennekendorp stammt aus dem Jahr 1367. 1375 zählt es 34 Hufe, darunter vier Pfarrhufe. Bis zum Jahr 1553 befand sich das Dorf im Besitz des Klosters Zinna, fiel danach bis 1459 an das Amt Rüdersdorf. In diesem Jahr gelangte es in die Propstei Strausberg und ging von dort 1542 als Tochterkirche von Herzfelde über. Das Kirchenpatronat fiel vom Kloster im Zuge der Reformation auf den Kurfürsten Joachim II.
Seit dem 26. Oktober 2003 gehört Hennickendorf zur Gemeinde Rüdersdorf bei Berlin. Die Kirchengemeinde gehört zur Evangelischen Kirchengemeinde Herzfelde-Rehfelde im Kirchenkreis Oderland-Spree der Evangelischen Landeskirche Berlin-Brandenburg-schlesische Oberlausitz.

## Geschichte

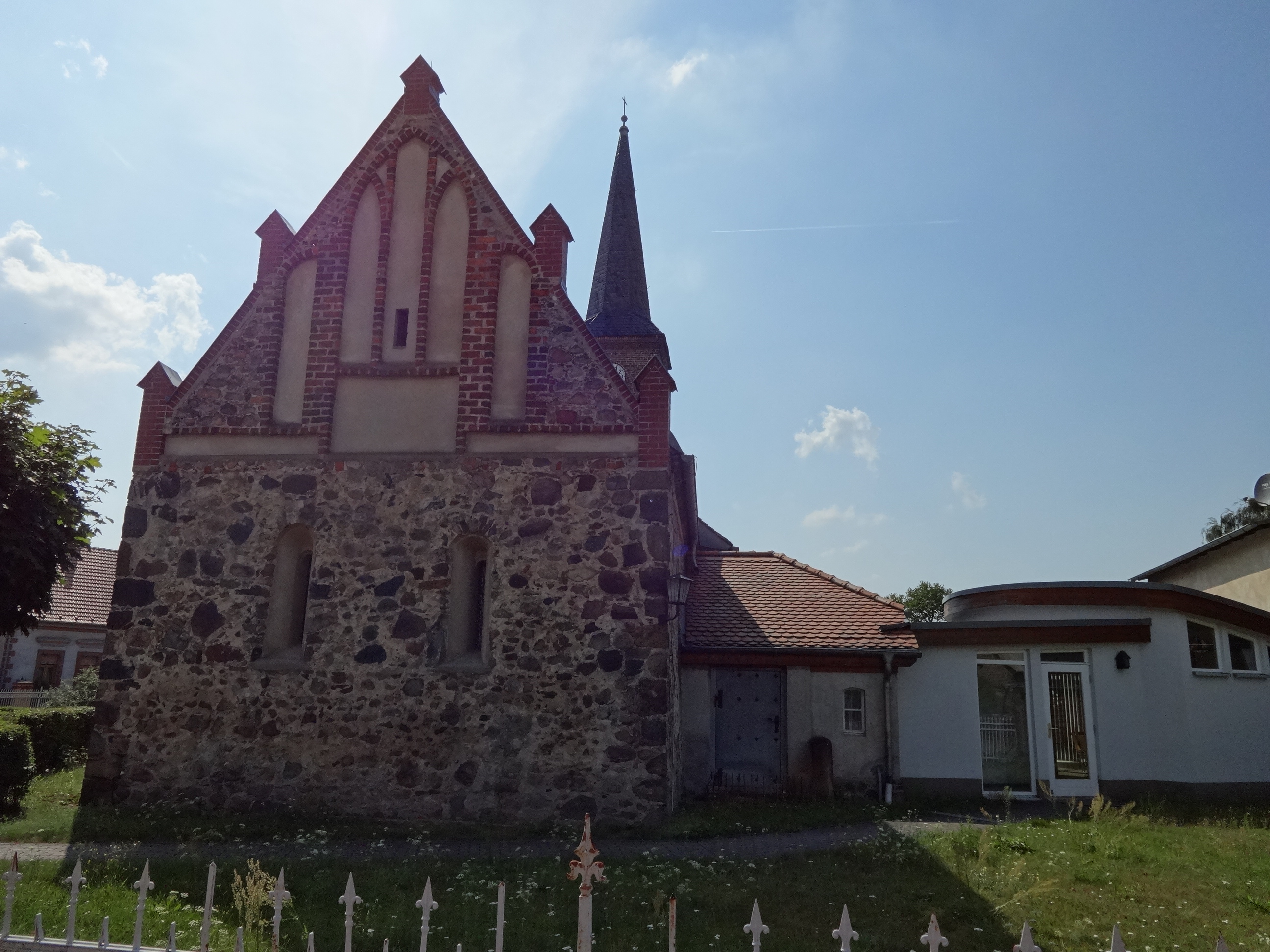
Chor

Über die Geschichte der Kirche ist nur wenig überliefert. Sie wurde vermutlich im 14., eventuell aber auch erst im 15. Jahrhundert errichtet. Andere Quellen gehen davon aus, dass sie auf den Grundmauern einer Wehrkirche aus dem Jahr 1250 fußt. Dies wird unter anderem mit den schmalen, hochgelegten Fenstern begründet. 1863 veränderte man das Kirchenschiff, ließ den Chor jedoch in seiner weitgehend ursprünglichen Form. Gleichzeitig baute man den quadratischen Turm an. In den Jahren 1876 und 1877 baute Albert Lang eine Orgel ein. 1911 wurde Hennickendorf als Kirchengemeinde eigenständig und erhielt einen eigenen Pfarrer. Über Beschädigungen im Zweiten Weltkrieg gibt es keine Berichte. 1962 entfernte man nach einem Wurmbefall den Altar und stellte ein schlichtes Kreuz auf. Diese Situation stellte sich jedoch für die Kirchengemeinde als unbefriedigend dar, doch es gelang erst 1985, einen Altar aus einer ungenutzten Kirche in Küstrinchen aufzustellen. Dieser wurde von Thomas Braun bis 1996 sukzessive restauriert. 1988 erhielt die Kirche ein elektrisches Läutwerk. Die Kirchturmuhr wurde 1997 vom Strausberger Uhrmacher Jürgen Fritsch instand gesetzt. Zwei Jahre später sanierte man die Balken und deckte das Dach neu ein. 2001 entstand ein angrenzender Gemeinderaum. Von 2004 bis 2005 setzte man die Fassade instand. Nachdem im Herbst ein Storch sein Nest verlassen hatte, konnte das Nest mit Hilfe eines Schwerlastkrans abgehoben und mit der Sanierung begonnen werden. Dabei legte man alte Ornamente und Wandschriften frei und sicherte sie denkmalgerecht. 2008 restaurierte man die Fenster sowie die Eingangstür.

## Architektur
Es handelt sich um eine für den Barnim typische Chorquadratkirche mit einem einschiffigen Langhaus und einem leicht eingezogenem Rechteckchor. Matthias Friske gibt für das Schiff die Maße ca. 8,9 Meter in der Breite sowie ca. 8,5 Meter in der Länge an. Der Chor hat eine Länge von 8,25 Metern und eine Breite von 7,35 Metern. An seiner Nordwand befindet sich ein altes, schlitzartiges Fenster. Dies könnte dem mangelnden Platz geschuldet sein, vielleicht befand sich hier auch eine Sakristei. Die Kirche ist aus unregelmäßig behauenen Feldsteinen errichtet, der Turm aus Backsteinen. An der Ostseite befinden sich zwei schmale, rundbogige Fenster, die dem ursprünglichen Bauzustand entsprechen könnten. Alle übrigen Öffnungen wurden verändert und mit Backstein eingefasst. Auch wird berichtet, dass der Haupteingang einst an der Südseite gewesen ist. Den Giebel gliedern spätgotische Blenden, die mit weiß verputzten Innenflächen gestaltet wurden. Der Turm verfügt über einen oktogonalen, schindelgedeckten Knickhelm mit symmetrisch angeordneten, spitzbogenförmigen und gekuppelten Klangarkaden.

## Innenraum und Inventar
Der rund 18 cm hohe Silberkelch sowie die Patene mit einem Durchmesser von 14 cm stammen vermutlich aus der zweiten Hälfte des 15. Jahrhunderts. Der Kelch trägt am Knauf die Aufschrift AVE MA(ria). Der barocke Altar stammt aus dem Jahr 1720. Er stammt vom Bildhauer Heinrich Bernhard Hattenkerel und ist mit der nachstehenden Inschrift signiert: „Heinrich Bernhard Hattenkerel Bildhauer, verfertigt, vergüldet ao. 1720. d. 5. Aug. wohnhaft in Morin, in der Neumark.“ Er gilt als vergleichsweise seltenes Exemplar, denn er zeigt keine Gemälde, sondern die Einsetzungsworte zum Abendmahl Jesu. Ein Leuchter aus dem 18. Jahrhundert gehörte ursprünglich in die Dorfkirche Garzau. Zwei rund 30 cm hohe Leuchter aus Messing sind seit 1939 verschwunden.